# 梅塞爾咬鵑屬
梅塞爾咬鵑（學名：Masillatrogon）是一屬已滅絕的咬鵑，是已知最早出現的咬鵑之一，其化石發現於德國黑森州達姆施塔特-迪堡縣的梅塞爾坑。

## 文獻
1. ↑  Mayr, G. . Palaeobiodiversity and Palaeoenvironments. 2009, 89: 1–6. doi:10.1007/s12549-009-0001-9.